# ورزشگاه راه‌آهن
ورزشگاه راه‌آهن یک ورزشگاه فوتبال در شهرک اکباتان تهران است. این ورزشگاه در همسایگی ورزشگاه شهید دستگردی قرار دارد. این ورزشگاه در گذشته با نام‌های ورزشگاه اکباتان، ورزشگاه آپادانا و نیز خوانده می‌شد.

## پیشینه
ورزشگاه راه‌آهن ورزشگاه خانگی باشگاه راه‌آهن است که پیش از این ورزشگاه خانگی پرسپولیس تهران بوده است. علی عبده، مالک پرسپولیس ورزشگاه فوتبال آپادانا را ساخت. پرسپولیس به علت کمبود امکانات برای هوادارانش و عدم همکاری دیگر باشگاه‌ها، تنها یک بازی در ورزشگاه آپادانا انجام داد و از آن پس از آن تنها برای تمرین استفاده می‌کرد.
در سال ۱۳۵۴ و پس از حمایت نکردن دیگر باشگاه‌ها از حرفه‌ای‌گری پرسپولیس، عبدو ورزشگاه آپادانا را به ارزش ۲۰۰٬۰۰۰ تومان به باشگاه راه‌آهن فروخت.
در شهریور ۱۳۸۷، پس از انتقال باشگاه راه‌آهن به شهرری، پرسپولیس ورزشگاه راه‌آهن را به ارزش ۱۵۰ میلیون تومان برای یک سال اجاره کرد و پس از ۳۵ سال به ورزشگاه خانگی دیرین خود در اکباتان بازگشت.
پس از واگذاری باشگاه راه‌آهن این ورزشگاه به‌طور اختصاصی در اختیار این تیم قرار گرفت.

## تورنمنت‌های بین‌المللی و دیدارهای مهم
این ورزشگاه با نام «ورزشگاه پرسپولیس» در بازی‌های آسیایی ۱۹۷۴ تهران نیز به کار گرفته شد و در کنار ورزشگاه‌های ورزشگاه آزادی و ورزشگاه شهید شیرودی میزبان دیدارهای دور نخست مقدماتی این رقابت‌ها بود.
ورزشگاه راه‌آهن همچنین به همراه ورزشگاه اکباتان میزبان پانزدهمین دوره مسابقات فوتبال زیر ۱۶ سال آسیا در سال ۲۰۱۲ بودند که با شرکت شانزده کشور آسیایی در تهران برگزار شد.